# Tarnawa (powiat bocheński)
Tarnawa – wieś w Polsce, położona w województwie małopolskim, w powiecie bocheńskim, w gminie Łapanów.
W latach 1975–1998 wieś położona była w województwie tarnowskim.

## Nazwa wsi
Według Władysława Lubasia nazwa wsi wywodzi się od tarniny, ciernistego krzewu z rodziny śliw, rosnącego na brzegach lasów, mającego cierpkie okrągłe owoce. Roślina ta prawdopodobnie dawniej w dużej ilości występowała na tych terenach. Po raz pierwszy w źródłach owa miejscowość występuje w rejestrze świętopietrza z lat 1325–1327 i jest zapisana jako Tarnova.

## Położenie
Wieś Tarnawa jest położona w dolinach i na wzgórzach Pogórza Wiśnickiego, między którymi kilka wieków temu kupcy prowadzili swoje wozy do odległego Krakowa. Najwyższe z tych wzgórz to Tarnawska Góra (454 m) i Grodziec (435 m). Pośród malowniczych wzgórz porośniętych głównie lasami mieszanymi wiją się dwie rzeki. Jedna płynąca od strony Zbydniowa to Przeginia zwana też Pluskawką, a druga, bardziej rwąca i niebezpieczna w czasie roztopów wiosennych, czy opadów letnich, płynąca od strony Słupi i mająca swe źródła aż w Wilkowisku to Tarnawka. Obie rzeki łącząc się, zasilają rzekę Stradomkę, wpadającą do Raby.

## Integralne części wsi
| części wsi | Bania, Brożkówka, Budzyń, Ciemiorka, Dąbrowa, Grójec, Kolawa, Lanckorona, Mostki, Nowa Wieś, Pasternik, Potok, Pustka, Równie, Salamonówka, Słotwina, Soślina, Trzecia Góra, Widermach, Wola |

## Historia
W najstarszych dokumentach wieś Tarnawa wymieniano w powiecie szczyrzyckim.
W latach 1470–1480, w czasach Jana Długosza, dziedziczyli ją Mikołaj Skarbek i Czyemyesz herbu Drużyna. W średniowieczu Tarnawa była jednocześnie parafią jednowioskową.
We wsi tej z czterech łanów kmiecych, dwóch karczem i dwóch zagród z rolą pobierała dziesięcinę wartości 5 grzywien prebenda bsutowska przy katedrze krakowskiej. Obszar szlachecki oddawał dziesięcinę proboszczowi w Tarnawie.
Dawnymi czasy właścicielami tych ziem byli Lubomirscy. Jednym z nich był jedyny syn Jakuba Lubomirskiego Joachim. Jako zaufany dworzanin Zygmunta Starego pełnił misje dyplomatyczne, później na dworze litewskim Zygmunta Augusta był stronnikiem monarchy w czasie jego konfliktu z matką, królową Boną, w sprawie uznania małżeństwa z Barbarą Radziwiłłówną. Za lojalność otrzymał w nagrodę starostwo jasielskie oraz stały dochód z żup krakowskich.
Joachim Lubomirski w 1560 zamienił kościół w Tarnawie na zbór kalwiński. Kościół ten oddał teologom i kaznodziejom kalwińskim: Markowi Wiktorowi, a potem Stanisławowi Farnowskiemu.
W roku 1581 właścicielem wsi był Mikołaj Lubomirski. Wieś posiadała ogromną, porównując sąsiednie osady, liczbę łanów kmiecych – 7%. Oprócz kmieci żyło tam również 7 zagrodników z rolą, 18 zagrodników bez roli, dwóch komorników z bydłem, czterech bez bydła. Do tego należy dodać 3 rzemieślników, co daje nam obraz wsi bogatej. Pół wieku później właścicielem wsi był Krzysztof Lubomirski. Wieś musiała mieć dużo łanów kmiecych i innej ziemi uprawnej, ponieważ płaciła wysoki pobór. Za czasów króla Jana III Sobieskiego wieś należała do klucza wiśnickiego, którego właścicielem był Stanisław Herakliusz Lubomirski. Przez okres jednego wojennego wieku wieś nieco zbiedniała, ponieważ posiadała 4% łana kmiecego, oprócz tego zamieszkiwało ją 7 zagrodników z rolą, 18 bez roli, trzech komorników z bydłem, czterech bez bydła oraz młyn. Mimo spadku liczby łanów kmiecych, Tarnawa ciągle była najbogatszą wsią na tych terenach.

## Zabytki
Obiekt wpisany do rejestru zabytków nieruchomych województwa małopolskiego.
- Zespół kościoła parafialnego pw. Nawiedzenia NMP: kościół, dzwonnica, otoczenie, drzewostan. Budynek z roku 1803, murowany, jednonawowy, orientowany. Dzwonnica murowana z 1803 roku[8];
- grodzisko.

## Inne informacje
- Od tarninu wywodzi się także nazwa Tarnowa, oddalonego od Tarnawy (na płn.-wsch.) o ok. 60 km.
- W małopolskiej Tarnawie 29 marca 2010 r. został pobity rekord w wysokości palmy wielkanocnej. Ta wykonana przez Grzegorza Piwowarczyka, Krzysztofa Piwowarczyka i Stanisława Grabackiego palma mierzyła 36,8 m, co oznacza, że była wyższa od rekordowej palmy z tego samego roku, która pojawiła się na 52. Konkursie Palm Wielkanocnych (28 marca 2010) w Lipnicy Murowanej. Ta lipnicka mierzyła 35,1 m.[9]
- Na wzgórzu Grodziec znajduje się pomnik przyrody Kamień Żółw[5].
- Na tym samym wzgórzu, ok. 50 m powyżej dna Tarnawki znajdują się skromne pozostałości dawnej Strażnicy Grodziec w Tarnawie z XIII wieku[10].